# Zapad 2021

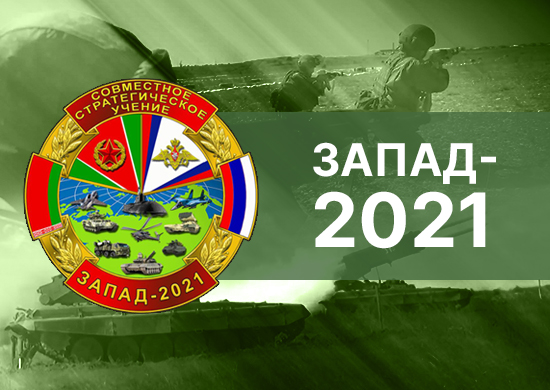
Sigla

Zapad 2021 (în rusă Запад-2021, Vest-2021) a fost un exercițiu strategic comun al forțelor armate ale Federației Ruse și Republicii Belarus, care a avut loc în perioada 10-15 septembrie 2021. Potrivit Ministerului Apărării al Federației Ruse, la exerciții au participat aproximativ 200 de mii de militari, până la 760 de unități de echipament și 15 nave. Acestea au simulat o bătălie „parte în parte” cu forțele NATO.
Datorită crizei migrației și exercițiilor militare Zapad 2021 care au loc lângă frontiera poloneză, la 2 septembrie 2021 în Polonia s-a declarat stare de urgență  în 115 orașe din voievodatul Podlasia și 68 de orașe din voievodatul Lublin.